# 金沢古府記念病院
金沢古府記念病院（かなざわこぶきねんびょういん）は、医療法人社団竜山会が、石川県金沢市古府に設置する病院である。
多額の診療報酬の不正請求により、2022年1月1日で、厚生労働省東海北陸厚生局により保険医療機関の指定取り消しの処分を受け、2021年8月1日より医療法人社団博洋会から社団竜山会に当院の運営事業が譲渡され、藤井病院から金沢古府記念病院へと改称した。

## 診療科
- 脳神経外科[2]
- 整形外科[2]
- 神経内科[2]
- 循環器科[2]
- 外科[2]
- リハビリテーション科[2]

## 医療機関の指定・認定
- 保険医療機関[2]
- 労災保険指定医療機関[2]
- 身体障害者福祉法指定医の配置されている医療機関[2]
- 生活保護法指定医療機関[2]
- 特定疾患治療研究事業委託医療機関[2]
- 救急告示病院（二次救急）[3]

## 旧運営法人による不正請求問題
2016年7月分～2018年8月分の診療報酬明細書950件（約1億6千万円）について不正に請求していたことが明らかとなり、東海北陸厚生局が当院の保険医療機関の指定を2022年1月1日に取り消すと発表した（2021年2月17日処分）。2021年5月、診療体制及び職員の雇用維持のため、事業譲渡先を選定する手続きを開始した。2021年6月28日、医療法人社団竜山会と事業譲渡契約を締結し同、8月1日より事業譲渡が実行された。
2022年7月、旧運営法人は東京地裁から破産手続きの開始決定を受け、負債総額は19億7千万円（債権者の大半が健康保険の保険者や被保険者）に上った。

## 交通アクセス
- 北鉄金沢バス「古府南」停留所より徒歩3分[2]